# Power in Numbers
Power in Numbers è il terzo album in studio del gruppo hip-hop statunitense Jurassic 5, pubblicato l'8 ottobre 2002.
Riprende da dove il loro album precedente, Quality Control "si era interrotto", con un breve campione di contrabbasso che suonava lo stesso riff con cui è terminata l'ultima canzone di Quality Control, "Swing Set.
L'album presenta diversi stili di canzone diversi. Una traccia, React, composta da DJ Cut Chemist dei Jurassic 5 , è basata su un campione e non contiene rap. A Day at the Races è basato su un campione di Urizen di David Axelrod dall'album Song of Innocence. Acetate Prophets ha la stessa struttura, ma è molto più lunga e presenta anche la produzione dell'altro DJ di Jurassic 5, DJ Nu-Mark. Molte tracce iniziano o finiscono con un campione di discorso, solitamente inserito da Cut Chemist. Il brano DDT è un brano a cappella rappato dal famoso imperatore clandestino Kool Keith, che non presenta rap da Jurassic 5.
Metacritic, che assegna un punteggio medio ponderato su 100 alle recensioni, ha dato a Power in Numbers un punteggio medio del 76% sulla base di 20 recensioni, indicando "recensioni generalmente favorevoli".
L'album è stato anche incluso nel libro 1001 Albums You Must Hear Before You Die.

## Tracce
1. This Is – 0:53
2. Freedom – 3:19
3. If You Only Knew – 3:51
4. Break – 3:16
5. React – 0:56
6. A Day at the Races" (featuring Big Daddy Kane and Percee P) – 4:02
7. Remember His Name – 3:44
8. What's Golden – 3:08
9. Thin Line" (featuring Nelly Furtado) – 4:45
10. After School Special – 2:41
11. High Fidelity – 3:07
12. Sum of Us – 3:28
13. DDT" (featuring Kool Keith) – 0:42
14. One of Them (featuring Juju) – 3:18
15. Hey – 4:25
16. I Am Somebody – 4:05
17. Acetate Prophets – 6:31
18. Thin Line (UK Bonus Track)" (featuring Mýa) – 4:19